# Nanodea muscosa
Nanodea muscosa là một loài thực vật có hoa trong họ Santalaceae. Loài này được Banks ex C.F. Gaertn. mô tả khoa học đầu tiên năm 1805.